# Камела
Камела (фр. Camélas) — муниципалитет во французском департаменте Восточные Пиренеи, в регионе Лангедок — Руссильон. Население — 440 человек (2008).
Расстояние до Парижа — 700 км, до Монпелье — 150 км, до Перпиньяна — 19 км.

## Известные жители
- Андре Стиль — французский писатель, лауреат Сталинской премии второй степени.
- Андреу Турон-и-Вакер (кат. Andreu Turon i Vaquer) (1815-1886), каталонский изобретатель музыкальных инструментов, музыкант.

1. 1 2  база данных о французских коммунах — Национальный географический институт Франции, 2015.
2. ↑  https://data.geopf.fr/telechargement/download/GEOFLA/GEOFLA_2-2_COMMUNE_SHP_LAMB93_FXX_2016-06-28/GEOFLA_2-2_COMMUNE_SHP_LAMB93_FXX_2016-06-28.7z — 2016.